# Palais épiscopal d'Auxerre
Le palais épiscopal d'Auxerre est un monument historique classé à Auxerre, dans le département de l'Yonne, dans le nord de la Bourgogne, en France.
Siège de l'ancien évêché d'Auxerre, les bâtiments que l'on peut voir de nos jours datent du XIIe siècle pour les parties les plus anciennes. Le terme de « palais épiscopal » ne date que du XVe siècle.
Il abrite le siège de l'administration départementale depuis 1791, et est classé monument historique depuis 1846.

## Localisation
Il est situé en bordure Est de l'ancienne ville, à l'intérieur de la première ceinture de remparts qui a entouré le bourg du IIIe au Xe siècle. L'une des portes de cette enceinte est la porte Saint-Germain, située dans la rue du 4 septembre à 30 m du plus proche bâtiment de l'évêché.

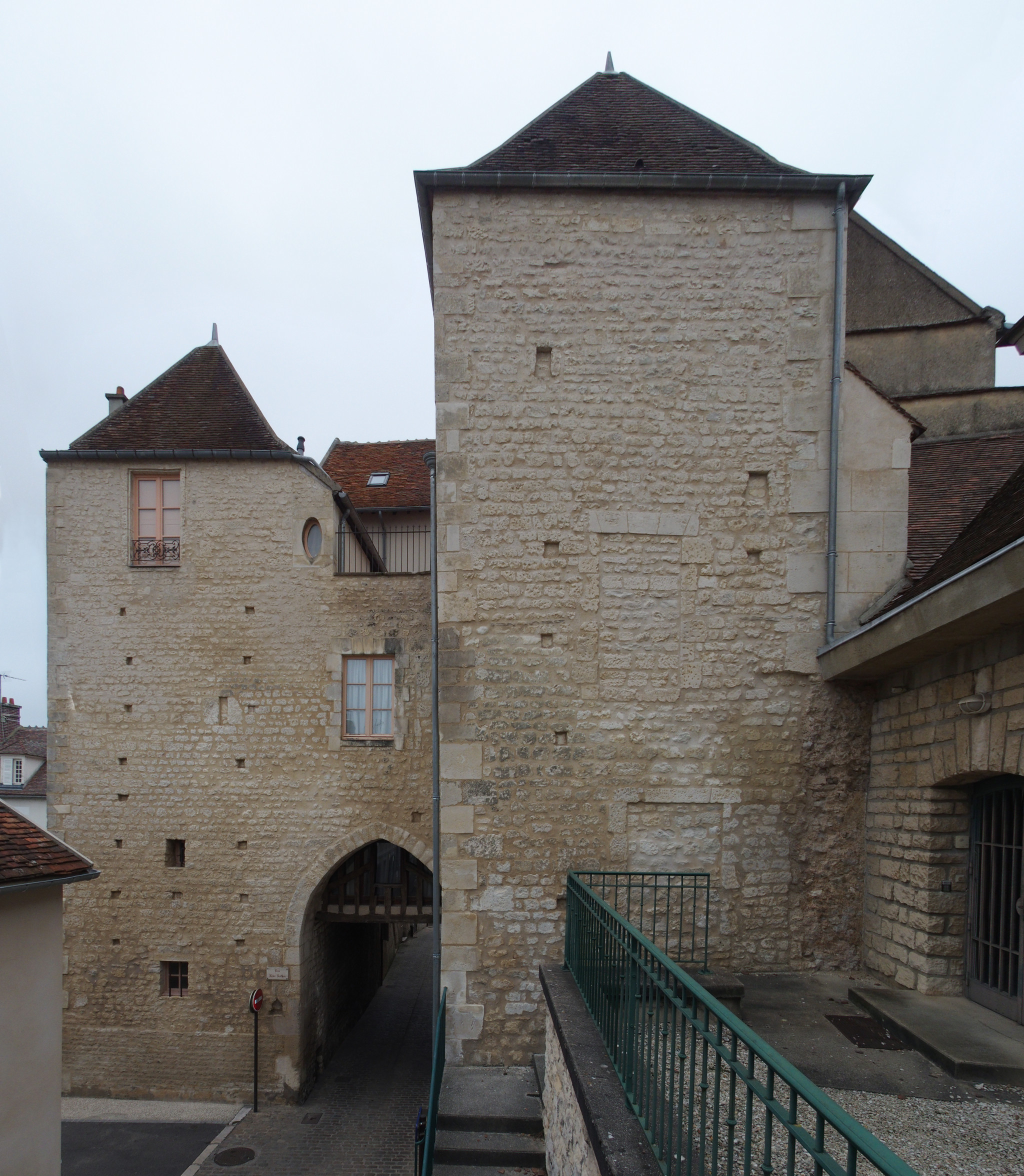
Ancienne porte de ville dite porte St-Germain, rue du 4 septembre

## Histoire
Le terme de « palais épiscopal » ne date que du XVe siècle, introduit par Pierre de Longueil (év. 1449-1473) ; auparavant c'était simplement la maison de l'évêque.

### Constructions précédant le palais actuel
La première mention d'une maison de l'évêque remonte au VIIIe siècle : la Geste des évêques d'Auxerre nous dit qu'en 733  l'évêque Clément (év. 728-733), devenu aveugle, quitte ses fonctions et sa maison, probablement située proche de la cathédrale, pour laisser la place à son successeur Aidulphe (év. 733-748). Ceci arrive peu après qu'Auxerre ait été prise par des pilleurs, probablement sarrazins (des visigoths sont aussi mentionnés), en 729 ou 732. Ils arrivent du sud, puisqu'ils prennent d'abord Mâcon, Tournus, Châlons, Beaune et Dijon. Mais alors qu'ils approchent de Sens, l'évêque Ebbon de Sens sort de la ville avec ses vassaux et attaque, les met en déroute et les poursuit jusque près de Régennes où les sénonais défont entièrement les sarrazins.

#### Incendie de 887
La demeure de l'évêque est aussi mentionnée sous l'évêque Hérifrid (év. 887-910) lorsqu'elle est brûlée  en même temps que presque tout Auxerre y compris les trois églises au cœur du quartier cathédral : Notre-Dame-de-la-Cité, Saint-Étienne et Saint-Jean, lors du grand incendie de 887. Plutôt que de faire rebâtir une demeure pour lui-même, Hérifrid se contente d'un petit logis et fait reconstruire de son vivant en priorité les trois églises du quartier cathédral ainsi que l'église Saint-Clément qui se trouvait sur le côté sud de Saint-Étienne. Il meurt en 909.
Betton (év. 915-918) prend des mesures pour faire rebâtir la maison épiscopale (et embellir la cathédrale nouvellement reconstruite), mais tombe malade avant d'avoir pu commencer ces projets et meurt quelque temps après. Gaudry (év. 918-933) mène la reconstruction à terme et y ajoute une salle capitulaire en bois et deux maisons de pierre, dont l'une pour l'évêque et l'autre pour ses serviteurs, situées de part et d'autre du clocher (cochlea) de Saint-Étienne.

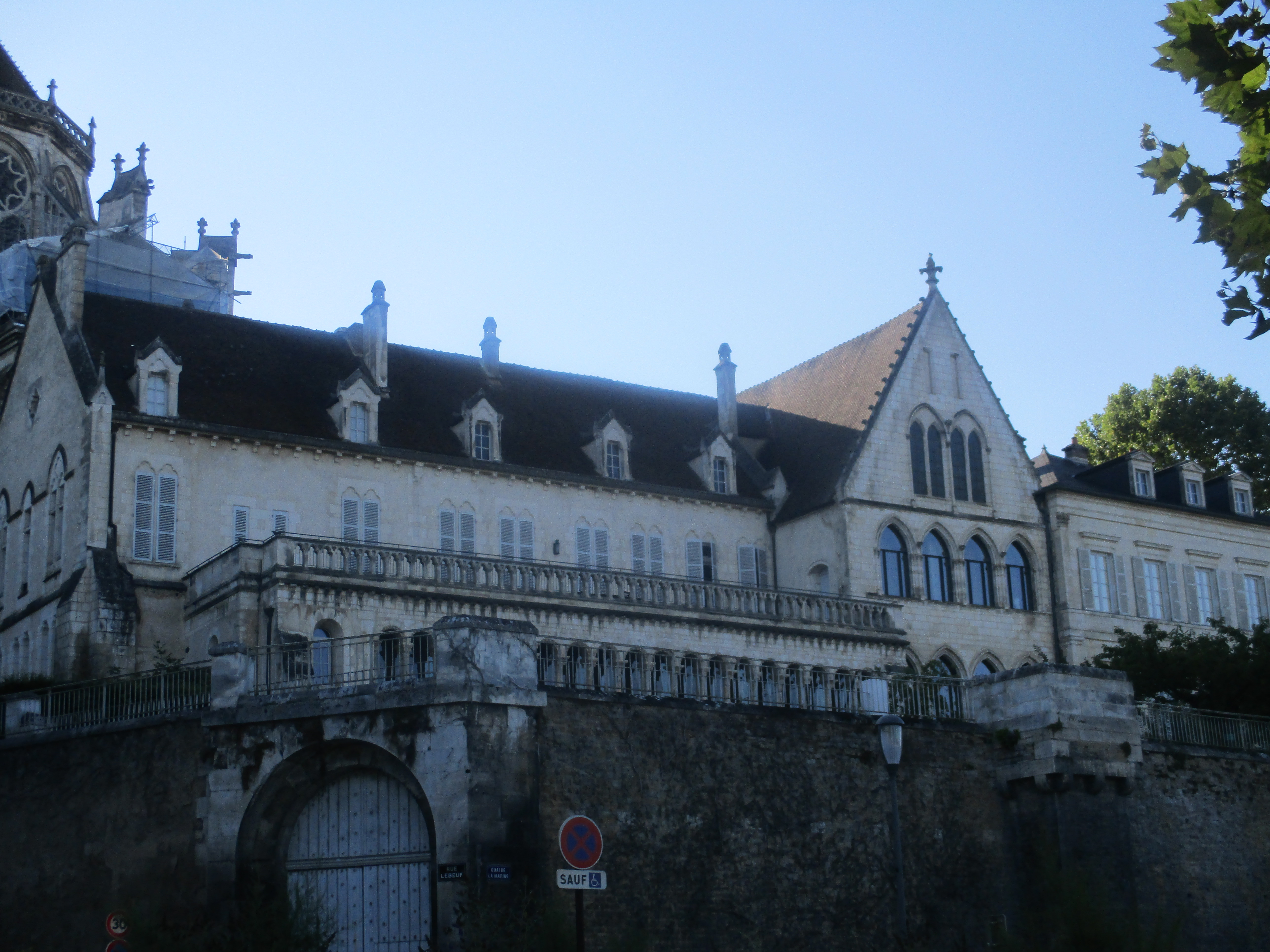
La galerie romane surmontée d'une terrasse ouverte avec, à sa droite, le pignon de la salle synodale

### Incendie de 1023 - Hugues de Montaigu: galerie romane
En avril ou mai 1023 pendant l'épiscopat de Hugues de Chalon (év. 999-1039), Auxerre subit un autre incendie et la maison utilisée par les évêques depuis Hérifrid est détruite. Les archives n'ont pas gardé trace de son emplacement, mais on peut la situer à peu près à la suite de l'incident subi par Hugues de Montaigu (év. 1115-1136) : la flèche en bois édifiée par Humbaud, prédécesseur de Hugues de Montaigu, sur la chapelle Saint-Alexandre située derrière la cathédrale, s'abat sur la demeure de Hugues lors d'une nuit de grand vent. Hugues décide de faire reconstruire une maison épiscopale en pierres (et non en moellons) et plus grande qu'elle ne l'était auparavant. C'est à lui que l'on doit la superbe galerie romane située sur le côté Est de l'ancien réfectoire (maintenant le bureau du préfet). Promenoir des évêques, cette galerie permet aux prélats de surveiller leurs vignes sur les coteaux de l'Yonne et la perception des recettes des péages épiscopaux sur les ponts.

### Vers 1210: effondrement de la voûte
Dans les premières années de l'épiscopat de Guillaume de Seignelay (év. 1207-1220), la voûte de la grande salle (probablement la salle capitulaire, qui était la plus grande salle de l'évêché) s'effondre, chevrons et tuiles compris - juste après qu'en soient sortis quantités de paroissiens venant se confesser à l'évêque. Dans la foulée de la réfection du toit, Guillaume fait également rebâtir plus solidement et en plus orné un des pignons, dont il fait agrandir les fenêtres qui sont vitrées « très proprement ».

### Guy de Mello: salle synodale, chapelle Saint-Nicolas, remparts
Guy de Mello (év. 1247-1269), riche prélat, engage de nombreux travaux dont ceux réalisés sur la maison épiscopale. Au-dessus des celliers il fait construire la salle synodale, avec un pignon ogival à trois étages. L'étage inférieur est voûté en pierres ; les deux étages supérieurs sont réunis en un seul espace couvert par un berceau en bois de 20,76 m de long sur 9 m de large. Cette salle est éclairée de chaque pignon par quatre grandes fenêtres ogivales  à colonnettes et au-dessus par quatre baies en lancettes. Les vitrages supérieurs, détruits avant 1743, étaient ornés des armoiries de l'époque.
Adjointe au côté nord de cette salle, il fait bâtir une double chapelle dédiée à Saint-Nicolas, surmontée d'une tourelle, qui a été démolie par son successeur Dominique Séguier au XVIIe siècle. Cette chapelle, dite « chapelle palatine », comprenait deux niveaux qui correspondaient avec les niveaux du bâtiment de la salle synodale ; un niveau était destiné aux gens de maison et l'autre niveau à l'usage de l'évêque. 

Il fait aussi reconstruire la chambre épiscopale qui donnait sur la cour alors appelée le préau. Il fait border sa demeure du côté de l'Yonne (côté Est) par des remparts avec créneaux et tourelles ; ces murs ont été démolis avant le XVIIIe siècle.

### Jean Baillet: galerie de Saint-Étienne à la salle du synode
Jean Baillet, 90e évêque d'Auxerre (1477-1513), fait construire une galerie reliant la salle synodale à Saint-Étienne. Il meurt dans le palais le 10 novembre 1513.

### François II de Dinteville: «pavillon de l'Officialité»

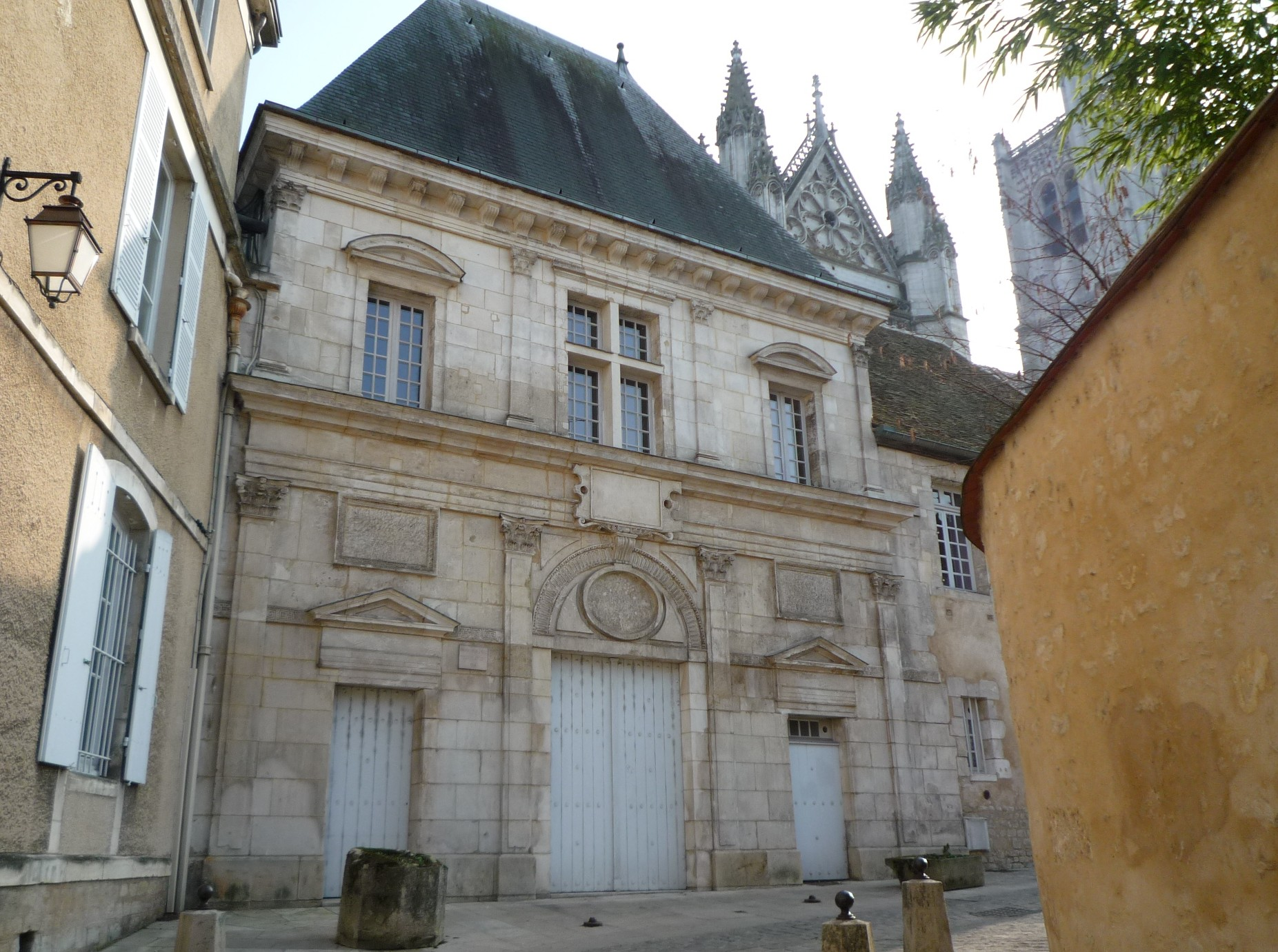
pavillon de l'Officialité

En 1551 François II de Dinteville (év. 1530-1554) fait construire un corps de bâtiment ; certains indiquent que cette bâtisse est destinée à le loger lui-même et qu'il s'agit du bâtiment dans la partie du jardin de l'évêché qui longe la rue Cochois,, d'autres donnent sa construction comme étant celle du "pavillon de l'Officialité". Sa façade, de style Renaissance, est dite « d'un goût très pur et sobre d'ornements ».

### Dominique Séguier: agrandissement des jardins
Dominique Séguier (év. 1631-1637) fait deux interventions sur le palais, l'une très désapprouvée et l'autre applaudie. Il fait détruire l'intérieur de la chapelle Saint-Nicolas construite par Guy de Mello, pour y installer des chambres et cabinets. Or cette chapelle de style gothique était jugée fort gracieuse et de fine exécution ; on en voit encore des traces sur la façade Est à côté de la salle capitulaire.

Sa deuxième intervention consiste à vouloir agrandir les jardins de l'évêché, car il aime les fleurs. Pour ce faire il obtient quelques maisons du chapitre d'Auxerre en échange de plusieurs arpents de terres près d'Auxerre. Il fait aménager le jardin en terrasses et crée une orangerie.

### André Colbert
André Colbert (év. 1676-1704), dernier évêque résident, enrichit le palais de tapisseries, mobilier, carrosses, y fait apporter des bacs d'orangers et autres décorations.

### Abandon du palais, installation de la préfecture
Charles de Caylus (év. 1705-1754), Jacques-Marie de Caritat de Condorcet (év. 1754-1760) et le dernier évêque d'Auxerre Jean-Baptiste-Marie Champion de Cicé (év. 1760-1801) abandonnent le palais d'Auxerre et se logent au château de Régennes à Appoigny.

### Révolution et temps modernes
En 1791 les bâtiments sont très délabrés : la salle synodale et la salle des Pas-Perdus (ancienne salle des gardes) doivent être étayées, les fortifications sont en ruine. L'étroitesse du portail d'entrée requiert le percement en 1814 d'une plus grande ouverture donnant sur la place de la préfecture. L'intérieur de la galerie romane et du bâtiment de l'Officialité sont cloisonnés pour aménager des bureaux. Le logement du préfet est casé à l'étage de l'ancienne chapelle Saint-Nicolas.
En 1825 l'architecte Leblanc est chargé de remplacer les appartements créés par Dominique Séguier ; le résultat est un bâtiment à plan carré. En 1830, la galerie de Jean Baillet reliant l'évêché à la cathédrale est démolie ; l'architecte Piel en réutilise la porte donnant sur la cathédrale et qui porte les armoiries de Baillet, l'intégrant dans la façade recomposée dans le style néo-gothique.

## La galerie romane
Longue de 22 mètres, la galerie date de la reconstruction par Hugues de Montaigu (1023). Elle était originellement destinée à servir de promenoir pour les évêques. Construite sur les anciens murs romains de la ville, elle comporte 18 arcades en plein cintre, supportées par une alternance de colonnes simples et géminées (doubles) sculptées de décors très variés, et notamment plus riches sur leurs faces internes (côté galerie). Cette galerie a été préservée au cours des siècles grâce à sa beauté.
Au XIXe siècle, la voûte en bois qui couvrait la salle a été remplacée par une terrasse et la même restauration a fait disparaître les dernières traces visibles des peintures murales qui avaient orné les murs.

Ancien évêché d'Auxerre, maintenant siège de la préfecture de l'Yonne
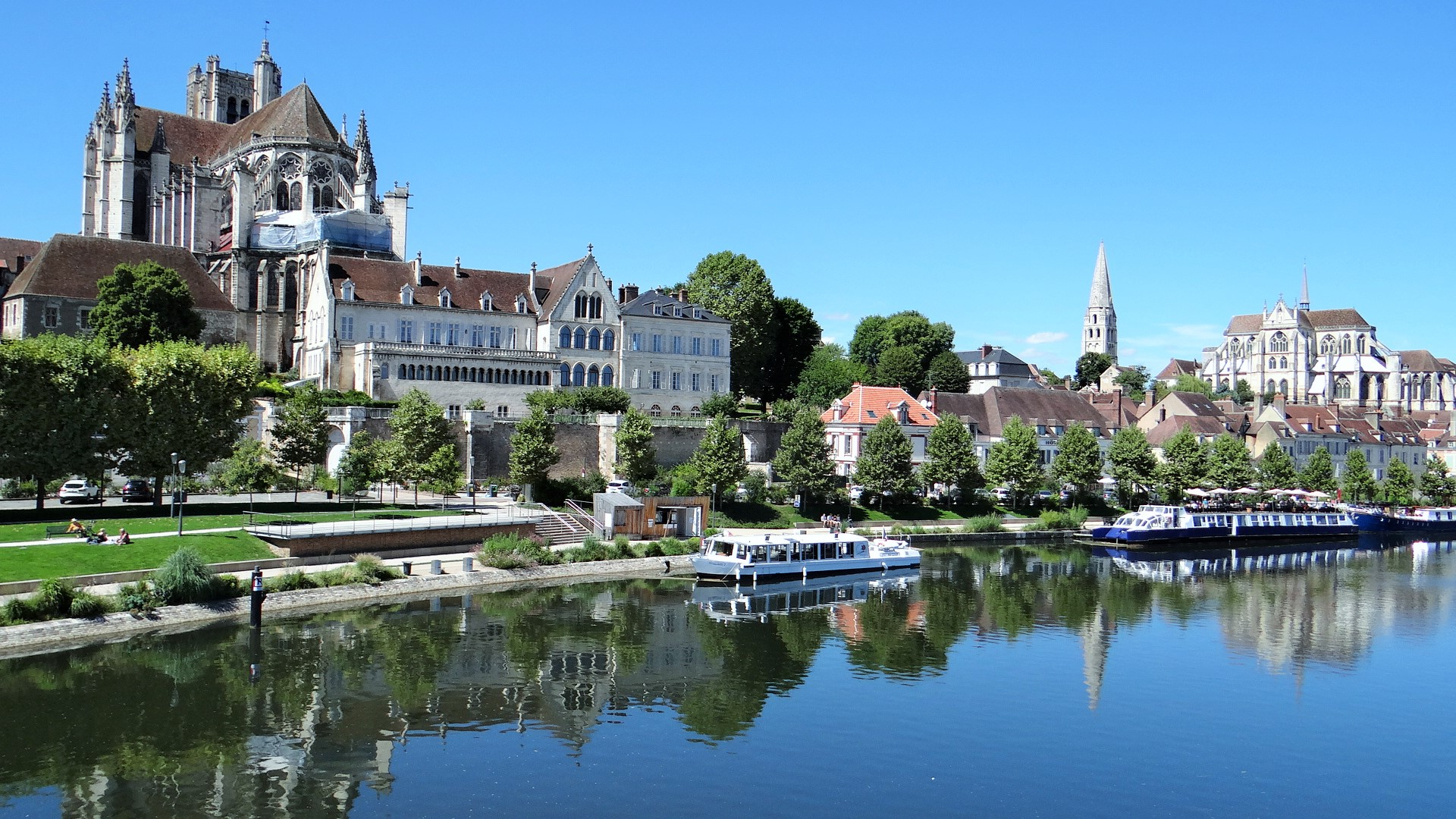
Sur la gauche, le palais devant Saint-Étienne
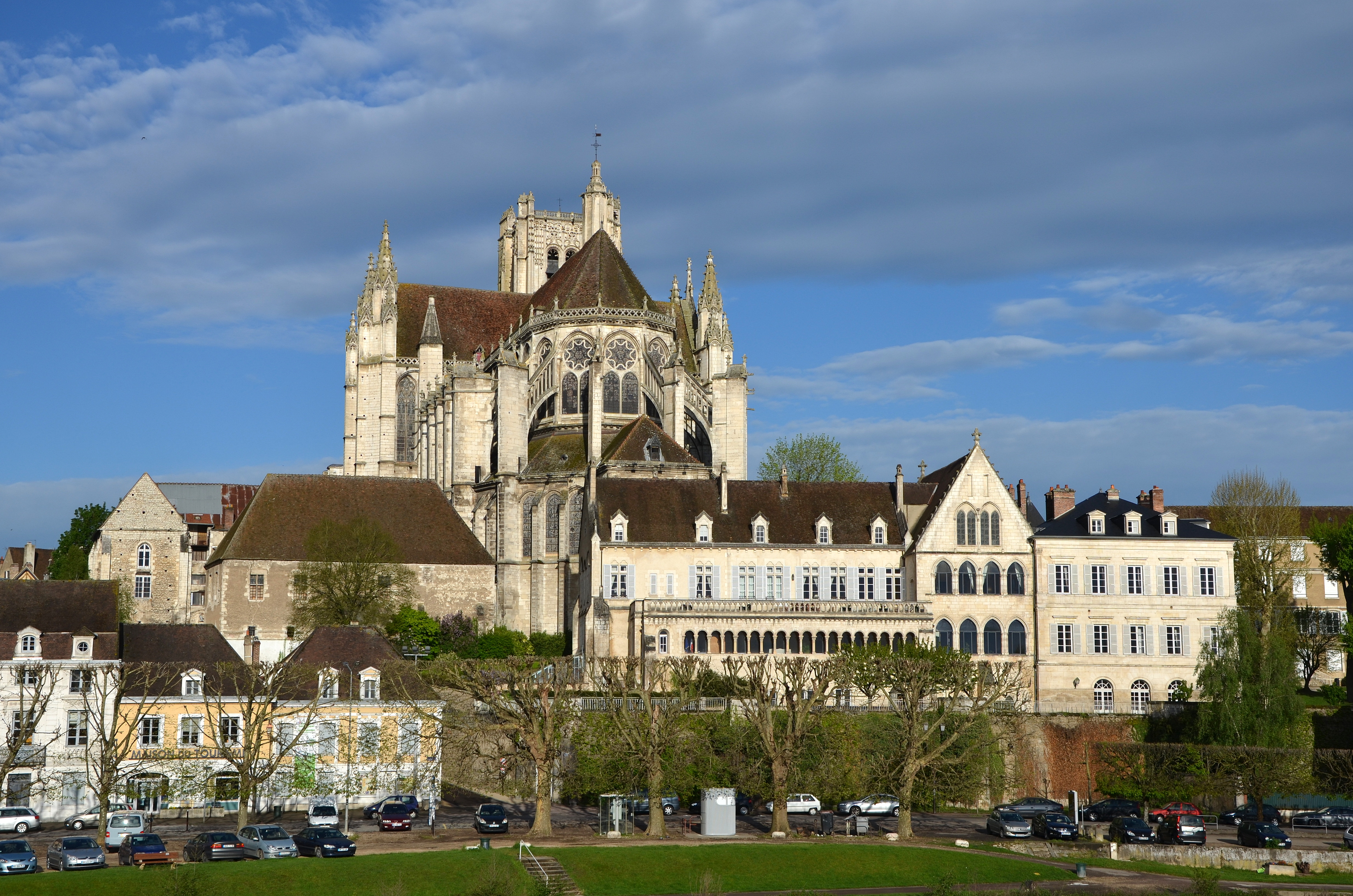
Les mêmes, vus de face

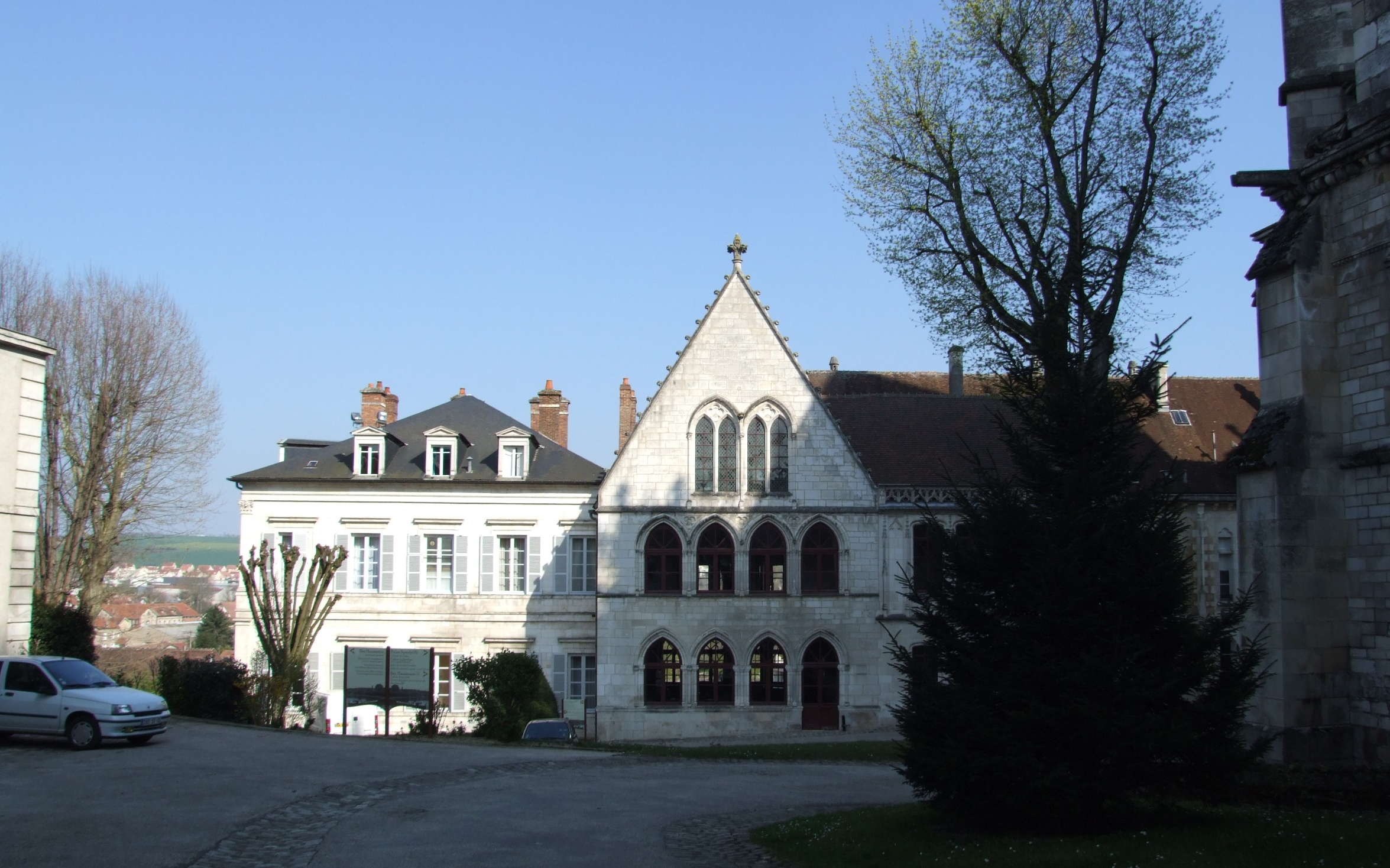
Façade ouest
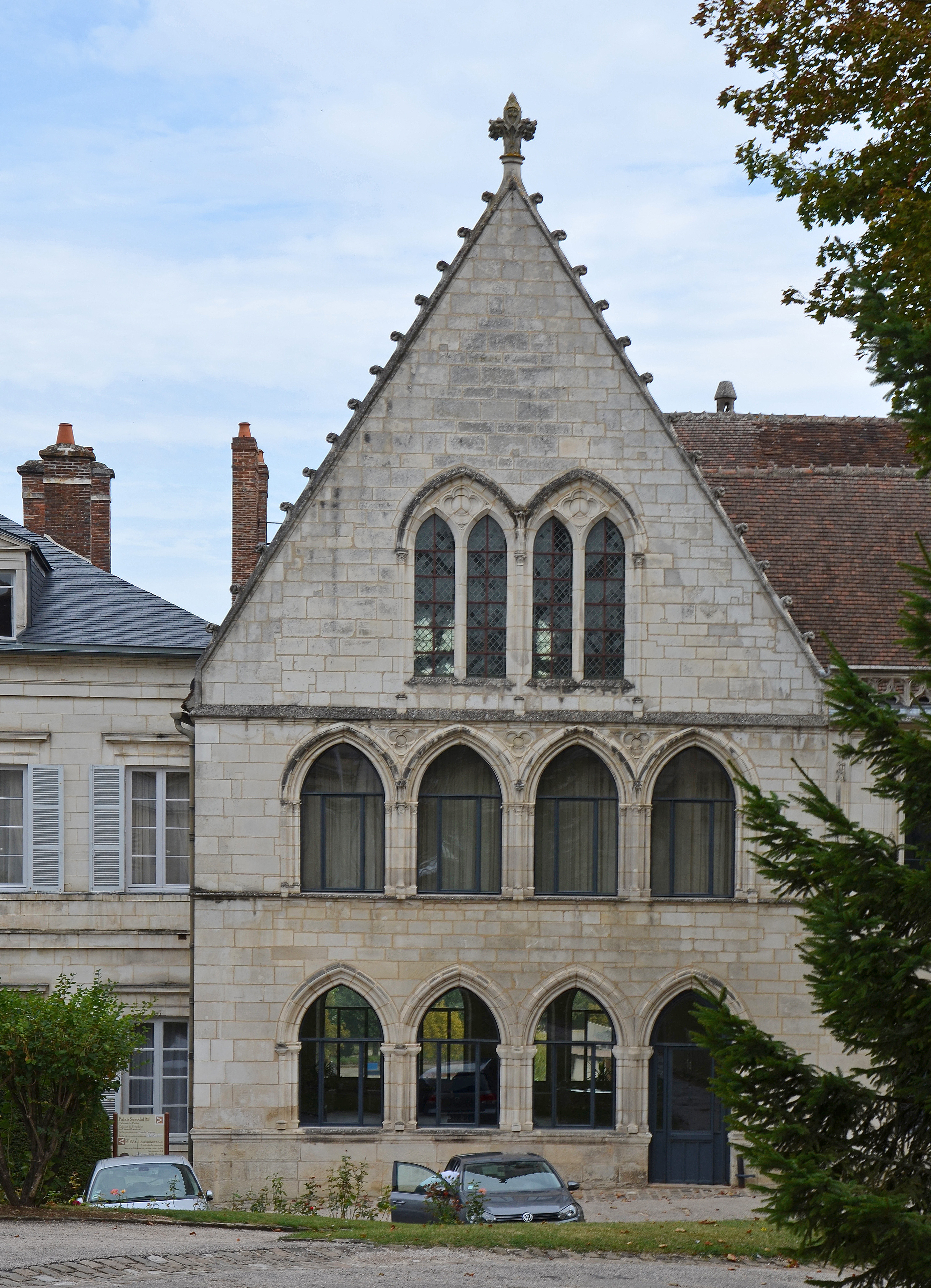
Salle synodale